# Daigo Nishi
Daigo Nishi (jap. 西 大伍 Nishi Daigo; ur. 28 sierpnia 1987) – japoński piłkarz, reprezentant kraju. Obecnie występuje w Iwate Grulla Morioka.

## Kariera klubowa
Od 2006 do 2010 roku występował w klubach Consadole Sapporo i Albirex Niigata. Od 2011 roku gra w zespole Kashima Antlers.

## Kariera reprezentacyjna
W reprezentacji Japonii zadebiutował w 2011.

## Statystyki
| Reprezentacja Japonii | Reprezentacja Japonii | Reprezentacja Japonii |
| Rok                   | Mecze                 | Gole                  |
| --------------------- | --------------------- | --------------------- |
| 2011                  | 1                     | 0                     |
| Razem                 | 1                     | 0                     |